# Сарбија (Шамотулски округ)
Сарбија (пољ. Sarbia), село је у административној јединици Душники, у округу (повјату) Шамотулски, Великопољско војводство, у западном дијелу Пољске. Налази се око 5 km источно од Душникија, 21 km југозападно од Шамотулија и 31 km западно од главног града Великопољског војводства, Познања.
Село има 239 становника.